# Ripiphorus albipennis
Ripiphorus albipennis is een keversoort uit de familie waaierkevers (Rhipiphoridae). De wetenschappelijke naam van de soort is voor het eerst geldig gepubliceerd in 1952 door Pic.